# Chrysomphalus bifasciculatus
Chrysomphalus bifasciculatus är en insektsart som beskrevs av Ferris 1938. Chrysomphalus bifasciculatus ingår i släktet Chrysomphalus och familjen pansarsköldlöss. Inga underarter finns listade i Catalogue of Life.